# Submarino volador

Submarino volador de Ushakov

Un submarino volador o aeronave sumergible es un vehículo capaz de volar y viajar bajo el agua.

## Historia
La Unión Soviética intentó desarrollar un submarino volador durante la Segunda Guerra Mundial. El diseño pudo haber operado a 150 nudos en el aire y 3 en el agua. En el Instituto de ingeniería Naval, el ingeniero Borís Ushakov lideraba el proyecto del submarino volador. En 1939, el proyecto fue temporalmente suspendido y clasificado. En 1943, se reanudó siguiendo las órdenes del jefe de NKVD Lavrenti Beria. En 1947 se realizó la primera prueba de vuelo. En 1953, se cerró el proyecto por el primer secretario del Partido Comunista Nikita Jruschov.
En 1961 Donald Reid diseñó y construyó un vehículo monoplaza capaz de volar y desplazarse bajo el agua: el Reid Flying Submarine 1 (RFS-1). Estaba propulsado por un motor de 65 caballos (48 kW) montado en un pilón provisto de propulsión para el vuelo y en la cola por un motor eléctrico de 1 caballo para la propulsión subacuática. El piloto usaba una escafandra para respirar bajo el agua. El primer ciclo de vuelo (a 2 metros de profundidad y a 10 m de altura) fue demostrado el 9 de junio de 1964.
En 2008, DARPA anunció que se estaba preparando para adjudicar contratos para un avión sumergible.